# Гудвотер (Алабама)
Гудвотер (англ. Goodwater) — місто (англ. town) в США, в окрузі Куса штату Алабама. Населення — 1291 особа (2020).

## Географія
Гудвотер розташований за координатами 33°3′38″ пн. ш. 86°3′9″ зх. д. / 33.06056° пн. ш. 86.05250° зх. д. (33.060660, -86.052462).  За даними Бюро перепису населення США в 2010 році місто мало площу 16,90 км², з яких 16,82 км² — суходіл та 0,08 км² — водойми.

## Демографія
Згідно з переписом 2010 року, у місті мешкало 1475 осіб у 618 домогосподарствах у складі 394 родин. Густота населення становила 87 осіб/км².  Було 708 помешкань (42/км²).
Расовий склад населення:
| - 73,7 % — чорних або афроамериканців - 24,3 % — білих - 0,7 % — корінних американців |

До двох чи більше рас належало 0,5 %. Частка іспаномовних становила 0,7 % від усіх жителів.
За віковим діапазоном населення розподілялося таким чином: 22,2 % — особи молодші 18 років, 58,1 % — особи у віці 18—64 років, 19,7 % — особи у віці 65 років та старші. Медіана віку мешканця становила 43,6 року. На 100 осіб жіночої статі у місті припадало 88,1 чоловіків;  на 100 жінок у віці від 18 років та старших — 83,5 чоловіків також старших 18 років.
Середній дохід на одне домашнє господарство  становив 31 541 долар США (медіана — 23 809), а середній дохід на одну сім'ю — 38 886 доларів (медіана — 29 375). За межею бідності перебувало 32,2 % осіб, у тому числі 52,6 % дітей у віці до 18 років та 19,2 % осіб у віці 65 років та старших.
Цивільне працевлаштоване населення становило 409 осіб. Основні галузі зайнятості: виробництво — 40,3 %, освіта, охорона здоров'я та соціальна допомога — 24,9 %, транспорт — 10,8 %, публічна адміністрація — 7,3 %.